# Guam
Guam (chamorro: Guåhan) este o insulă din vestul Oceanului Pacific aflată în administrarea Statelor Unite ale Americii. Este cea mai mare insulă din arhipelagul Marianelor (Micronezia) fiind situată la nord de Groapa Marianelor.

## Geografia
Insula Guam are o lungime de peste 48 km (30 mile) și o lățime de aproximativ 14 km (9 mile), cu o suprafață de 541,3 km2.
Capitala este Hagåtña (vechiul ei nume fiind Agaña).

### Demografia
La recensământul din anul 2000, insula avea 154.000 de locuitori iar capitala avea 1.100 locuitori.
Limbi vorbite: limba engleză, limba chamorro și limba japoneză.

## Istorie
În urmă cu 4000 de ani insula a fost populată de tribul chamorro. În 1521 insula a fost (re)descoperită de navigatorul portughez Ferdinand Magellan, în călătoria sa în jurul lumii. Spania a pretins insula în 1565, iar în 1668 a început colonizarea spaniolă. Alături de Arhipelagul Mariane și Insulele Caroline, Guam a fost tratat de Spania ca o parte a coloniei lor din Filipine.
După războiul americano-spaniol din 1898 Guam a devenit posesiune a SUA.
În 8 decembrie 1941, în cel de-al doilea război mondial, Guam a fost invadat de armata japoneză. Statele Unite au recâștigat insula în 21 iulie 1944, după bătălia Guamului. După război, Guam a fost declarat teritoriu organizat al Statelor Unite, locuitorii insulei primind cetățenie americană.
Din 1950 a devenit teritoriu american administrat de Departamentul Afacerilor Interne. Alături de turism, baza aeriană și cea navală contribuie la economia locală.

## Curiozități
În Guam, insulă din Oceanul Pacific din Arhipelagul Marianelor, s-a înregistrat cel mai mare seism din secolul XX (8,2 Mw), care nu a făcut victime omenești. Tot aici s-a înregistrat cea mai joasă presiune atmosferică de pe Glob, 657,9 mm, cu 102,1 mm mai puțin decât valoarea presiunii normale (760 mm). La vest de insula Guam a fost măsurată una dintre cele mai mici presiuni atmosferice înregistrată vreodată pe Terra: 875,9 mb (redusă la nivelul mării), 657,9 mm în ziua de 24 septembrie 1958.